# Diaphus knappi
Diaphus knappi är en fiskart som beskrevs av Nafpaktitis, 1978. Diaphus knappi ingår i släktet Diaphus och familjen prickfiskar. Inga underarter finns listade i Catalogue of Life.